# 붉은가슴왕부리새
붉은가슴왕부리새(Red-breasted toucan)는 왕부리새과에 속하는 새이다. 아르헨티나, 브라질, 볼리비아, 파라과이에서 발견된다.

## 묘사
붉은가슴왕부리새는 길이가 42~48cm이고 무게가 265~400g으로 왕부리새속에서 가장 작다. 암컷의 부리는 수컷보다 짧지만 성별은 비슷하다. 부리는 대부분 녹색에서 녹색-노란색이며, 밑부분에는 수직 검은 선이 있고, 아랫부분에는 빨간색과 상아색의 "치아"가 있으며, 상악골에는 약간의 녹색 줄무늬가 있다. 왕관, 목덜미, 윗부분, 꼬리는 검은색이지만 붉은 윗꼬리 덮개를 위한 것이다. 얼굴은 노란색이며 눈 주위에는 빨간색, 파란색, 황록색 피부가 있다. 목과 가슴은 노란색이며 아랫가슴 안쪽에는 빨간색 영역이 있다. 배와 아랫꼬리 덮개는 빨간색이고 옆구리는 검은색이다.

## 분포 및 서식지
붉은가슴왕부리새는 브라질 중남부, 동부, 남동부의 토칸칭스주, 미나스제라이스주, 이스피리투산투주에서 발견되며, 남쪽으로는 파라과이 동부, 볼리비아를 거쳐 아르헨티나 북부의 포르모사주, 차코주, 코리엔테스주, 미시오네스주까지 분포한다. 주로 아열대 및 열대, 아열대 및 산악 숲에서 서식하지만, 관목지, 사바나, 나무, 플랜테이션이 있는 곳에서도 서식한다. 고도는 주로 100m에서 1,500m 사이이며, 최대 2,070m까지 높지만 드물게 발생한다.

## 행동

### 먹이
붉은가슴왕부리새는 주로 토종 식물과 외래 식물의 과일, 과수원의 생두와 과일을 먹는다. 또한 곤충과 작은 새도 먹는다. 보통 쌍으로 작은 무리를 지어 먹이를 찾지만, 가끔 20마리 이상이 모일 수도 있다. 보통 숲 속 임관층에서 먹이를 찾지만 땅에서 떨어진 열매를 줍는다.

### 번식
붉은가슴왕부리새는 10월에서 2월 사이에 남부 지역에서 번식하고, 1월에서 6월 사이에 북부 지역에서 번식한다. 짝짓기는 영토적이다. 수컷은 암컷을 모두 가꿔서 구애한다. 이 종은 자연적으로 부패하거나 딱따구리가 발굴한 살아있는 나무와 죽은 나무의 공동에 둥지를 틀고, 필요한 경우 입구 구멍과 공동을 확장한다. 일반적으로 공동의 바닥에는 제거된 씨앗 층이 있다. 연구된 몇 안 되는 둥지는 지상에서 0.7~6.0m 높이에 있다. 알무더기 크기는 2~4개의 알이다. 성체 모두 알을 품고 있으며, 둘 다 둥지를 제공한다. 부화 기간은 약 16~19일이며 부화 후 40~50일 동안 도망친다.